# 弗兰尼 (怀俄明州)
弗兰尼（英語：Frannie）是美国怀俄明州比格霍恩縣與帕克县下属的一座城鎮。该鎮的人口在2000年为209人，2010年有157，2011年则估计有158人。